# Leptura modicenotata
Leptura modicenotata är en skalbaggsart som beskrevs av Maurice Pic 1901. Leptura modicenotata ingår i släktet Leptura och familjen långhorningar. Inga underarter finns listade i Catalogue of Life.